# Local Government Area

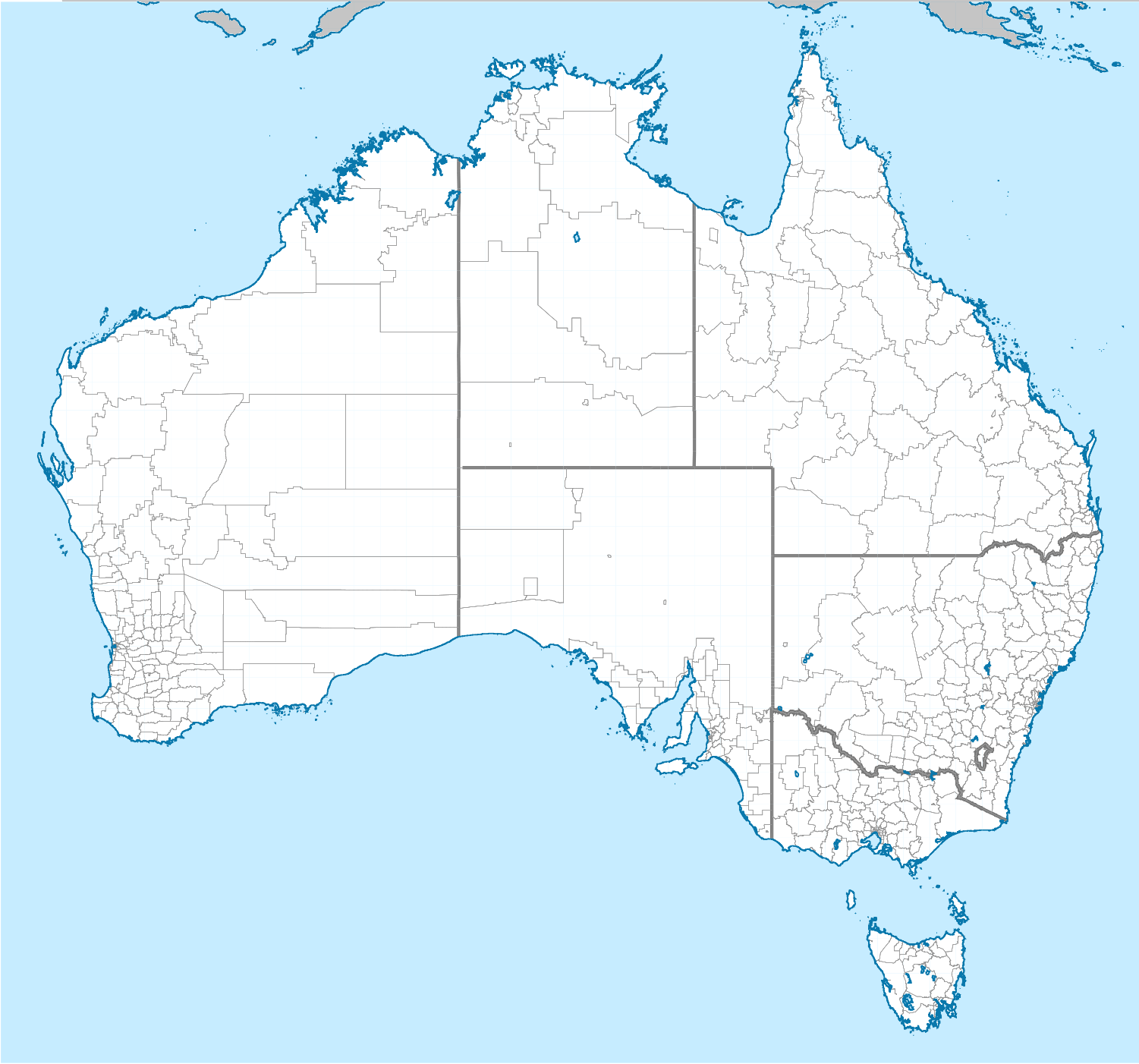
Kaart met de verschillende LGA's in Australië

Local Government Area (LGA) of lokaal bestuursgebied is het bestuurlijk gebied van een stad of gemeente in Australië.
Iedere staat is vrij de bevoegdheden van de eigen lokale bestuursgebieden te bepalen. In de praktijk is er evenwel weinig verschil tussen de bestuursgebieden in de verschillende staten. Australië neemt daarmee een unieke plaats in tussen andere Angelsaksische federale landen zoals Canada of de Verenigde Staten.
De naam van een LGA wordt steeds samengesteld uit de naam van de stad of gemeente met een term als borough, city, district, municipality, region, rural city, shire of town, maar juridisch is er geen verschil tussen deze verschillende typen.

## Lijsten per staat of territorium
- New South Wales
- Noordelijk Territorium
- Queensland
- Tasmanië
- Victoria
- West-Australië
- Zuid-Australië